# Brunó de Colònia
|  | Per a altres significats, vegeu «Bru de Colònia». |

Brunó el Gran o Brunó I (925 – 965) va ser Arquebisbe de Colònia, des del 953 fins a la seva mort, i Duc de Lotaríngia a partir del 954. Va ser germà d'Otó I del Sacre Imperi Romanogermànic. És venerat com a sant per diverses confessions cristianes.

## Orígens familiars

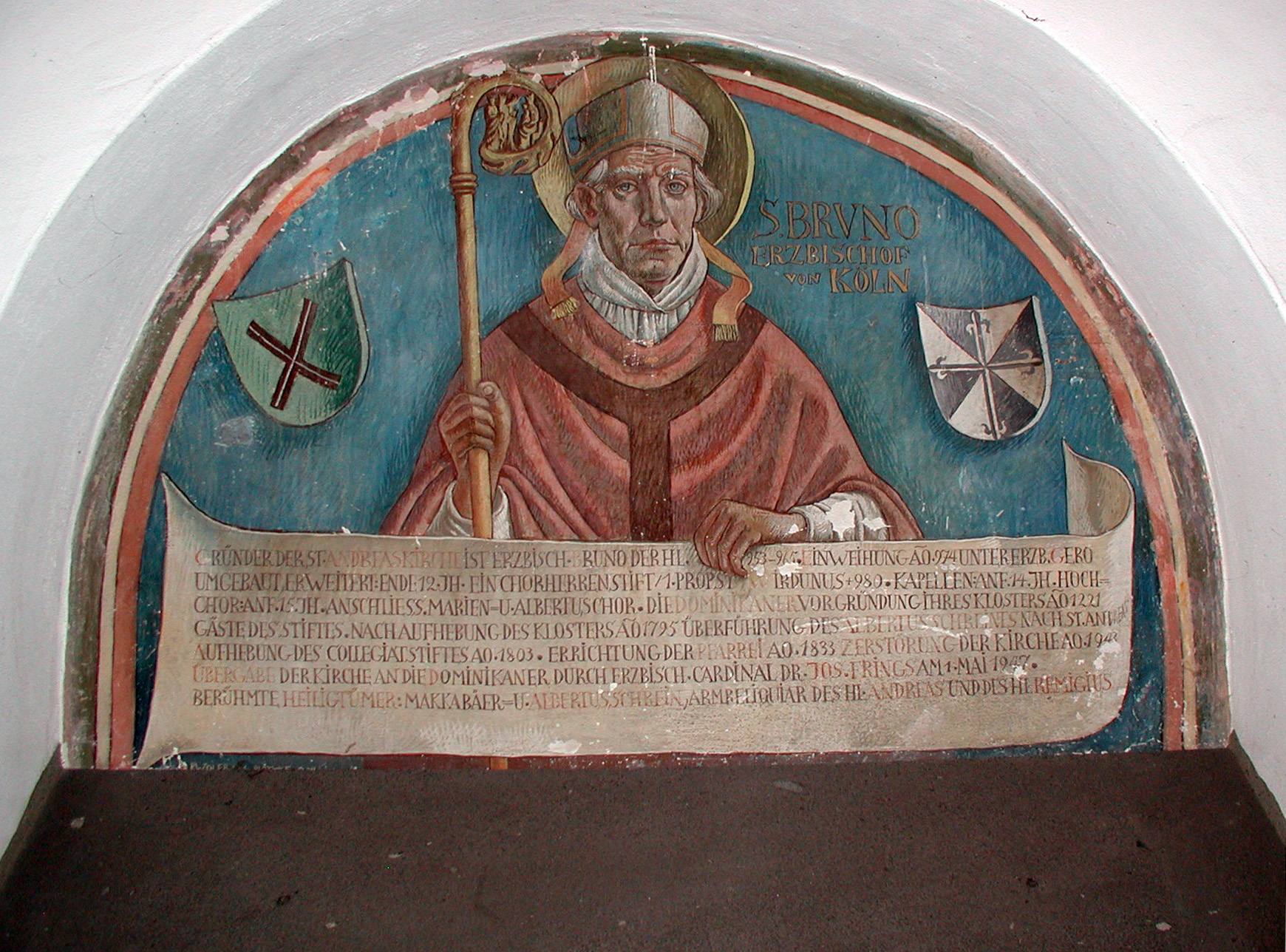
Pintura del sant a l'església de St. Andreas (Colònia)

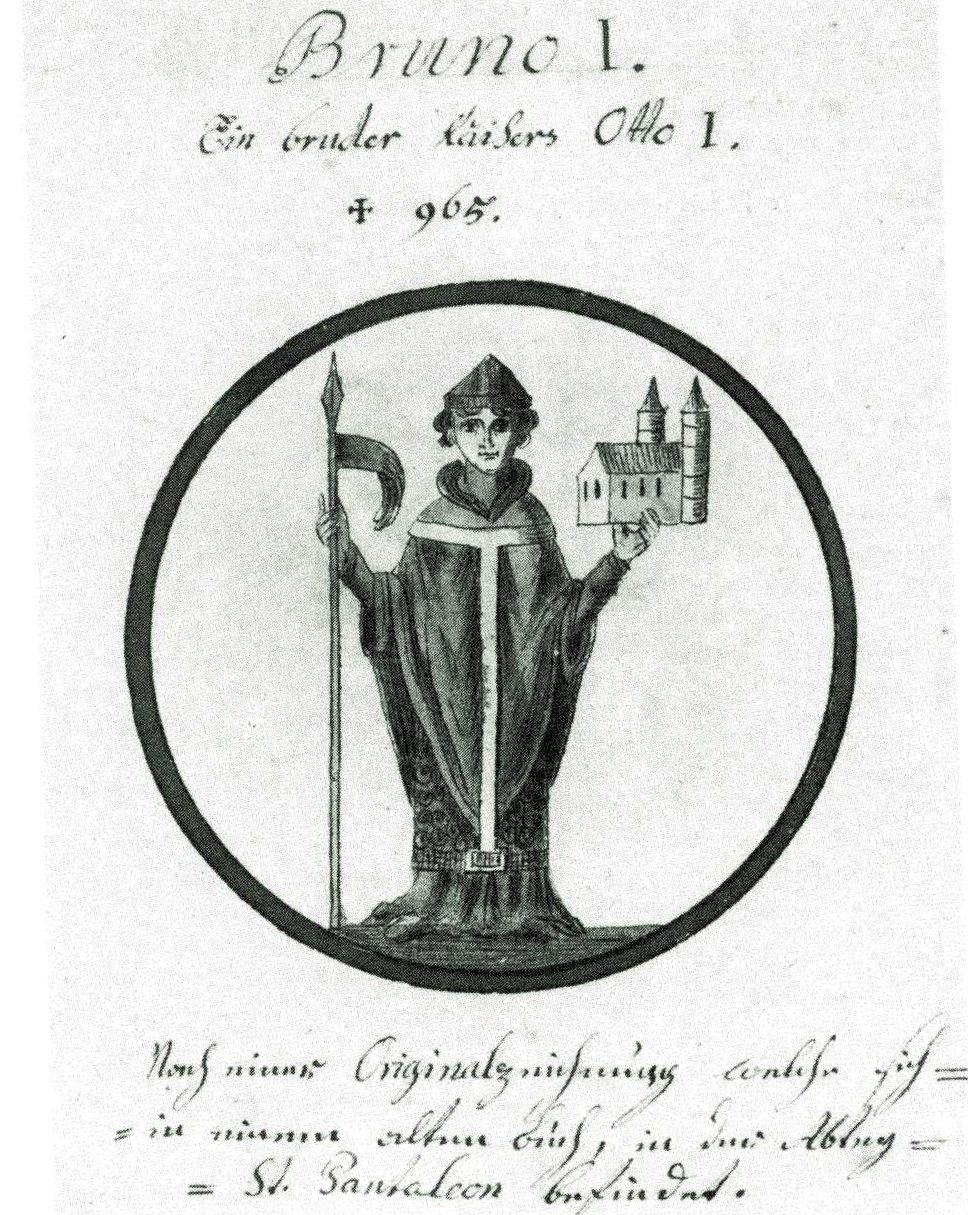
Còpia d'una miniatura medieval

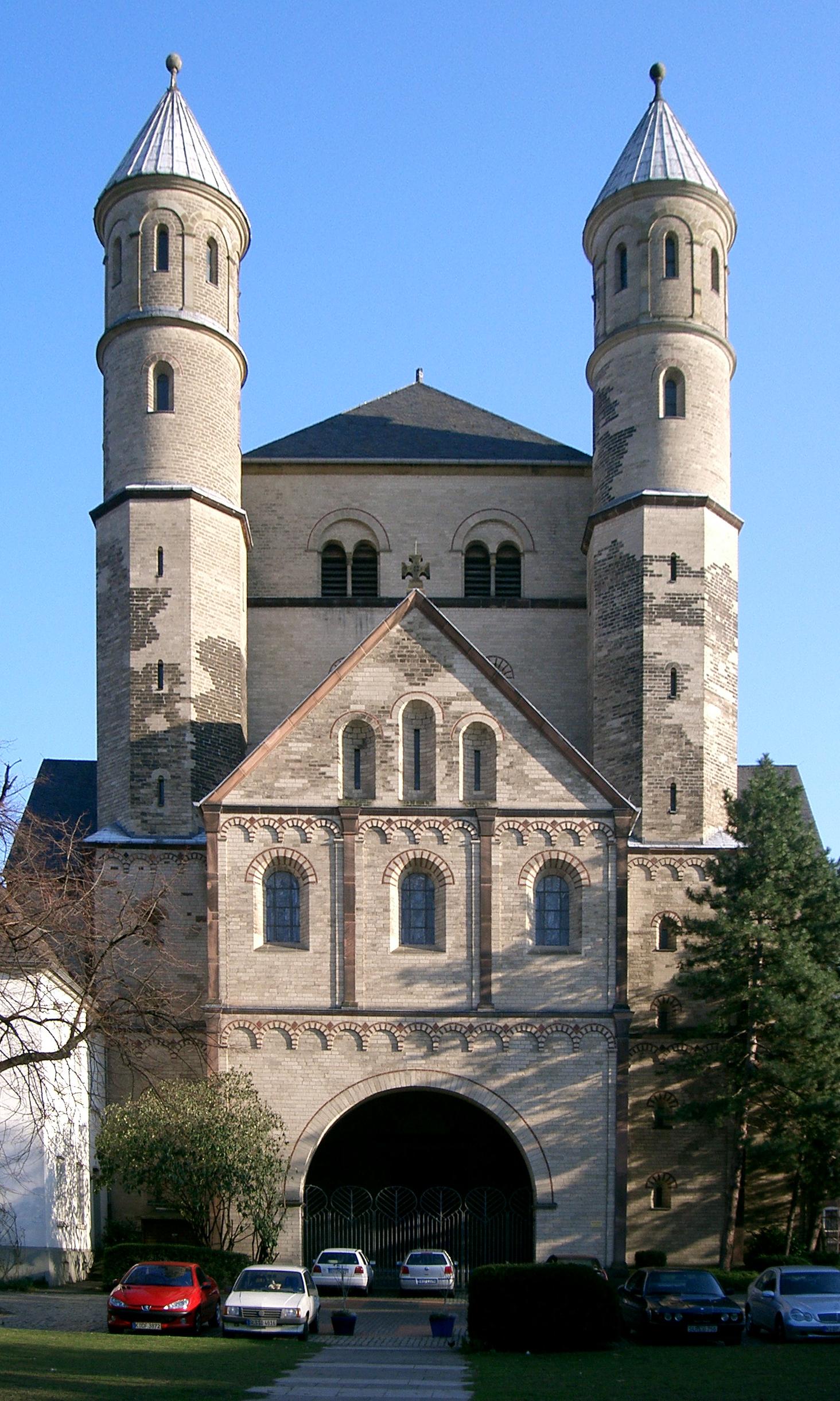
Església de S. Pantaleó (Colònia), on fou sebollit

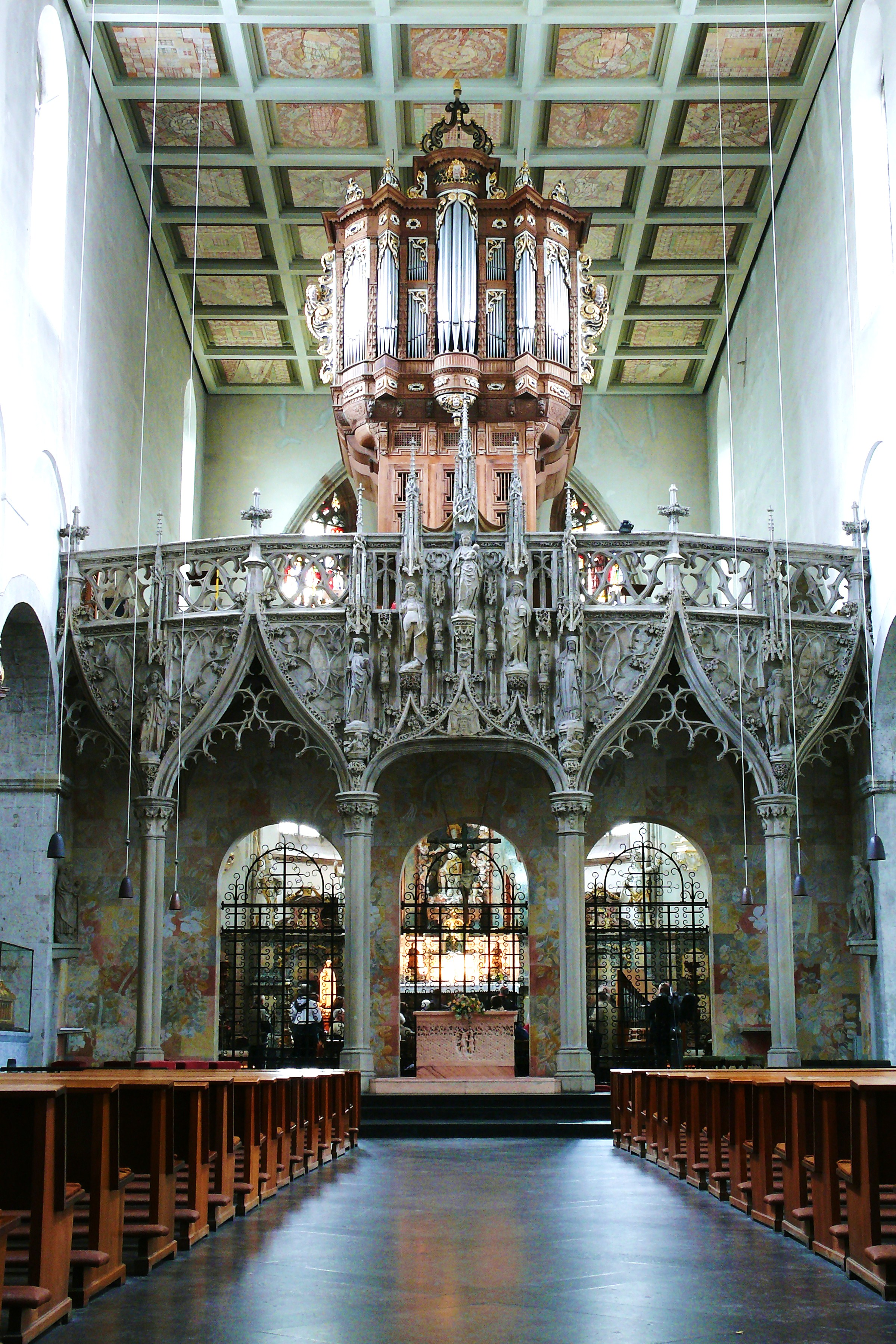
Interior de l'església de S. Pantaleó de Colònia

Brunó era el fill menor d'Enric l'Ocellaire i de la seva segona esposa Matilde de Ringelheim. Per línia paterna era net del duc de Saxònia Otó l'il·lustre i de la seva esposa Hedwiga; per línia materna era net del comte de Westfàlia Teodoric (Dietrich) i de Ranilde de Frísia.
Mentre encara era un nen es va decidir que dedicaria la seva vida a l'Església i se li va donar una educació en consonància. L'any 951, el seu germà Otó I del Sacre Imperi Romanogermànic el va designar capellà oficial de la seva cort. El 953 el càrrec d'arquebisbe de Colònia es va quedar vacant al mateix temps que Conrad el Roig, Duc de Lotaríngia i el gendre d'Otó I s'havien ajuntat en rebel·lió contra Otó. En nomenar Brunó per al càrrec vacant, Otó s'assegurava un poderós aliat contra Conrad a Lotaríngia (la major part de la Lotaríngia quedava dins del territori de l'arxidiòcesi) en el precís moment en què més falta li feien aliats. Al cap d'un any la rebel·lió havia fracassat. Otó va cessar a Conrad del càrrec de Duc de Lotaríngia i va nomenar Brunó al seu lloc.
Brunó seria el darrer duc de tota la Lotaríngia: el 959 dos nobles, Jofré I i Frederic I, van ser designats respectivament marcgravi de la Baixa Lotaríngia i de l'Alta Lotaríngia. Ambdós marcgravis van ser reconeguts com a ducs després de la mort de Brunó. Els dos ducats només es tornarien a ajuntar un breu període entre 1033 i 1044 amb el duc Gothelo I.
La unió dels dos càrrecs, arquebisbe i duc, en una mateixa persona, va convertir Brunó en "l'home més poderós després d'Otó" no només als seus territoris sinó més enllà de les seves fronteres. Després de la mort de Lluís IV de França el 954 i d'Hug el Gran el 956, va esdevenir el senyor feudal més important, ja que era cunyat de tots dos i oncle de llurs hereus Lotari I de França que seria el nou rei, i Hug Capet, amb el qui va actuar com a regent durant la seva minoria d'edat. A més, a partir del 961 Brunó va ser regent d'Otó durant les estades d'aquest a Itàlia.
Brunó va morir a Reims el 965 i va ser soterrat als afores de Colònia a l'església del monestir de Sant Pantaleó, que havia estat fundat per ell mateix.

## Potestats de Brunó
Els càrrecs que posseïa li atribuïen competències similars a les dels reis del seu temps. Fins i tot, Otó va delegar en ell i els seus successors a l'arquebisbat certs privilegis reials, com ara el dret a construir fortificacions o establir llocs de mercat, encunyar moneda i cobrar impostos propis i quedar-se'n els diners recollits dels jueus a canvi de la promesa de protecció i els recollits per les duanes instal·lades als guals del riu Rin. Tot i que els successors de Bruno a l'arquebisbat no tindrien el títol de ducs, serien els autèntics governants de Colònia fins a la batalla de Worringen que tindria lloc tres segles més endavant.

## Cort de Colònia
La cort de Brunó a Colònia va esdevenir el principal centre intel·lectual i artístic del seu temps; força més que la del seu germà Otó, que era un home les inclinacions del qual estaven més orientades cap a l'àmbit militar i els vitges. Entre els personatge vinculats a la cort de Brunó estaven Rateri de Verona i Liutprand de Cremona. Molts dels que serien la següent generació d'alts càrrecs eclesiàstics a Lotaríngia van ser educats a la court de Colònia, en podem citar a Everacle de Lieja, el bisbe Gerard de Toul, Wikfrid, bisbe de Verdun, i el bisbe Teodoric I de Metz. Brunó va transformar la ciutat medieval de Colònia fent-hi construir un palau arquebisbal i ampliant la catedral, de manera que el conjunt arquitectònic rivalitzava amb la basílica de sant Pere a Roma. D'aquesta catedral construïda en temps de Bruno no en queda res, perquè es va cremar el 1248 i va ser substituïda per l'actual. També va ser el responsable d'incloure dins la fortificació de la ciutat l'àrea compresa entre l'antiga muralla romana i el riu. En aquesta àrea hi va fer construir una església dedicada a Sant Martí de Tours; cap al nord de la ciutat una altra dedicada a Sant Andreu apòstol i cap al sud-oest un monestir benedictí en honor de sant Pantaleó.
Brunó va fer traslladar el 964 les relíquies de sant Patrocle des de Troyes i les va fer soterrar a Soest on encara avui dia es venera aquest sant. Va ser proclamat sant per l'església catòlica, la seva onomàstica és l'11 d'octubre.